# Gonomyia (Gonomyia) serpentigera
Gonomyia (Gonomyia) serpentigera is een tweevleugelige uit de familie steltmuggen (Limoniidae). De soort komt voor in het Palearctisch gebied.